# Polygonia oreas
Polygonia oreas is een vlinder uit de familie Nymphalidae, de vossen, parelmoervlinders en weerschijnvlinders. De spanwijdte bedraagt 42 tot 52 millimeter. De soort komt voor in het westen van Noord-Amerika. De soort vliegt van juni tot oktober, waarna de imago overwintert en in mei paart.

## Waardplanten
De waardplanten van deze soort zijn van het geslacht Ribes.